# Karabin M1 Garand
M1 Garand (Rifle, Caliber .30, M1) – amerykański karabin samopowtarzalny skonstruowany przez Johna C. Garanda. Podstawowy karabin United States Armed Forces w czasie II wojny światowej i wojny koreańskiej.

## Historia

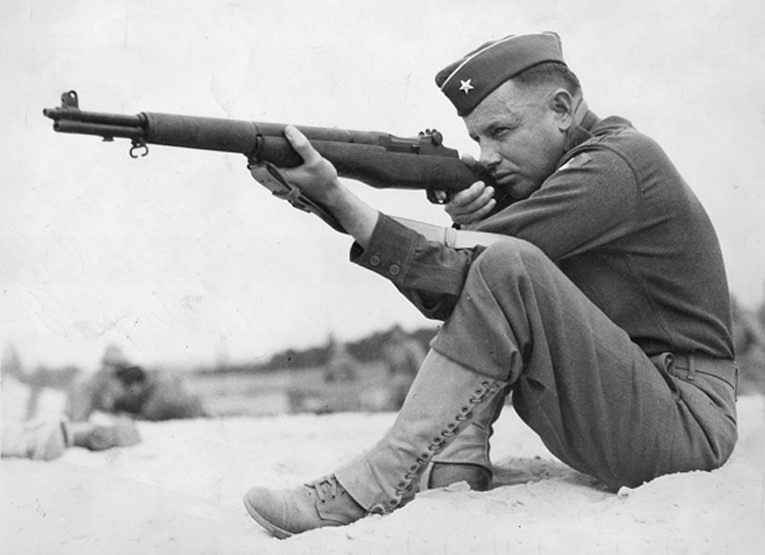
Amerykański żołnierz z karabinem M1 Garand

Powstaniu karabinu samopowtarzalnego przyświecała idea zwiększenia siły ognia pojedynczego żołnierza. W dalszej konsekwencji miało to doprowadzić do zmniejszenia liczebności armii. W USA idea ta trafiła na podatny grunt. Armia amerykańska została, jako pierwsza na świecie na masową skalę, uzbrojona w karabin samopowtarzalny, skonstruowany przez Johna C. Garanda w 1932. Przyjęto go na uzbrojenie w 1936 pod oznaczeniem wojskowym Rifle, Caliber .30, M1 (karabin M1 kaliber 30). Od nazwiska konstruktora znany jest jednak powszechnie jako Garand.
Nowy karabin bardzo wolno przyjmował się do uzbrojenia wojsk amerykańskich. Na przeszkodzie stał tu konserwatyzm zawodowych żołnierzy, przywiązanych do karabinów powtarzalnych Springfield M1903. Miało to miejsce szczególnie w Korpusie Piechoty Morskiej Stanów Zjednoczonych, który przyjął go oficjalnie na uzbrojenie w 1940.

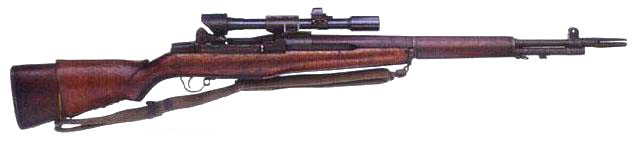
Garand M1D - wersja dla strzelców wyborowych z celownikiem optycznym

Dopiero po wybuchu II wojny światowej karabin M1 został na masową skalę przyjęty we wszystkich rodzajach wojsk i doceniono w pełni jego zalety w porównaniu z karabinami powtarzalnymi. W przeciwieństwie do niektórych innych ówczesnych karabinów samopowtarzalnych, karabin M1 uznawany był za wysoce udaną konstrukcję. Broń była wytwarzana również w wersji M1C i M1D przeznaczonej dla strzelców wyborowych. Łącznie wyprodukowano około 4,5 mln sztuk karabinu.
Karabiny M1 znajdowały się przez wiele lat na uzbrojeniu armii, głównie sojuszników USA. W kilku krajach były też produkowane (na przykład we Włoszech). W uzbrojeniu armii amerykańskiej pozostawał do 1957, kiedy, po wprowadzeniu nowej amunicji (nabój 7,62 mm NATO), został zastąpiony przez karabin M14 (bardzo zbliżony konstrukcyjnie do M1).

## Konstrukcja

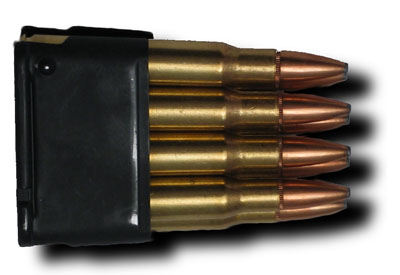
Dwurzędowy ładownik z ośmioma nabojami

M1 jest bronią samopowtarzalną, strzelającą ogniem pojedynczym. Działa na zasadzie odprowadzania części gazów prochowych przez boczny otwór z przewodu lufy. Zamek ryglowany przez obrót, za pomocą dwóch symetrycznych rygli umieszczonych w przedniej części trzonu zamkowego. Mechanizm uderzeniowo-spustowy typu kurkowego. Po wystrzeleniu ostatniego pocisku zamek wraz z suwadłem jest zatrzymywany w tylnym położeniu dzięki podajnikowi magazynka, który w momencie wyrzucania łuski nieznacznie podnosi się, blokując ruch mechanizmów do przodu.
Karabin zasilany był amunicją .30-06 Springfield za pomocą 8-nabojowych ładowników ze stałego magazynka. Wpięty w magazynek ładownik można było także doładowywać pojedynczymi nabojami. Charakterystyczną cechą karabinu było automatyczne wyrzucanie opróżnionego ładownika z charakterystycznym, głośnym metalicznym dźwiękiem. Pojawiały się spekulacje, że  może to informować przeciwnika o konieczności przeładowania broni, a także (poprzez sztuczne wytworzenie tego dźwięku) zostać wykorzystane do wywabienia przeciwnika zza osłony. W rzeczywistości jednak, w warunkach bojowych dźwięk ten był praktycznie niesłyszalny i nie miał na nic wpływu. Do M1 używano kilku bagnetów: M1905, M1942, M1 i M5. Karabin posiadał celownik przeziernikowy.